# Synchronized Multimedia Integration Language
Synchronized Multimedia Integration Language (zkratka SMIL [smajl], volně česky přeloženo jako Jazyk pro integraci a synchronizaci multimediálního obsahu) je jazyk ze skupiny XML, který navrhlo World Wide Web Consortium (W3C), s jehož pomocí se dají vytvářet a publikovat online i offline multimediální prezentace.

## Autorské nástroje

#### Nástroje pro tvorbu a vykreslování pro funkce smilText a SMIL 3.0 PanZoom:
- Fluition od Confluent Technologies
- Ezer od SMIL Media
- Grins od Oratrix
- GoLive 6 od Adobe, ukončena v dubnu 2008
- Hi-Caption, nástroj pro tvorbu titulků od Hisoftware
- HomeSite od Allaire, ukončena v září 2003
- JM-Mobile Editor pro mobily využívající technologie SMIL a J2ME
- Kino: nelineární DV editor pro Linux. Je vybaven integrací s IEEE-1394 pro snímání.
- LimSee2 je open source nástroj pro tvorbu SMIL s podporou SMIL 1.0 a SMIL 2.0.
- MAGpie, nástroj pro tvorbu titulků od WGBH
- MovieBoard, pro e-learning (pouze v japonštině)
- Seznam simulátorů MMS
- Perly SMIL, modul SMIL 1.0 Perl
- Nástroj ppt2smil je PowerPointové makro, které převádí PowerPointovou prezentaci na streamovanou SMIL prezentaci se zvukem a/nebo videem.

- Autorské nástroje

- Nástroje pro tvorbu a vykreslování pro funkce smilText a SMIL 3.0 PanZoom:
- Fluition od Confluent Technologies
- Ezer od SMIL Media
- Grins od Oratrix
- GoLive 6 od Adobe, ukončena v dubnu 2008
- Hi-Caption, nástroj pro tvorbu titulků od Hisoftware
- HomeSite od Allaire, ukončena v září 2003
- JM-Mobile Editor pro mobily využívající technologie SMIL a J2ME
- Kino: nelineární DV editor pro Linux. Je vybaven integrací s IEEE-1394 pro snímání.
- LimSee2 je open source nástroj pro tvorbu SMIL s podporou SMIL 1.0 a SMIL 2.0.
- MAGpie, nástroj pro tvorbu titulků od WGBH
- MovieBoard, pro e-learning (pouze v japonštině)
- Seznam simulátorů MMS
- Perly SMIL, modul SMIL 1.0 Perl
- Nástroj ppt2smil je PowerPointové makro, které převádí PowerPointovou prezentaci na streamovanou SMIL prezentaci se zvukem a/nebo videem.
- RealSlideshow Basic od RealNetworks
- SMIL Composer SuperToolz od HotSausage
- Smibase, softwarová sada instalovaná na serveru
- SMIL Editor V2.0 od DoCoMo
- SMILGen od RealNetworks, nástroj pro tvorbu SMIL (a XML) navržený pro usnadnění procesu XML.
- SMIL Scenario Creator od KDDI
- Nástroj pro tvorbu prezentací SMIRK pro vytváření přístupných prezentací s výstupem do SMIL 2.0, SMIL 1.0, XHTML + SMIL, HTML 4.01.
- SMOX Pad a SMOX Editor pro pokročilý vývoj SMIL a HTML+Time.
- SMG pro PDA, BREW, telefon a PC od Smilmedia
- TAG Editor 2.0 – vydání G2 od Digital Renaissance ???
- Tagfree 2000 SMIL Editor
- Toolkit pro MPEG-4 od IBM, vytváří MPEG-4 binární z obsahu vytvořeného v XMT-O (na základě syntaxe a sémantiky SMIL 2.0).
- TransTool - open source transkripční nástroj
- VeonStudio od Veon
- Validátor: SMIL 1.0, SMIL 2.0, SMIL 2.0 Basic a XHTML+SMIL od CWI.
- 3TMAN umožňuje snadno vytvářet složité multimediální projekty a poté je může exportovat do formátu Html+time a/nebo SMIL